# طريق نابرو
طريق نابرو هو شارع في مدينة ليستر البريطانية. في فبراير 2016 ، تم تسميته بالطريق الأكثر تنوعًا في المملكة المتحدة في مشروع بحثي من قبل كلية لندن للاقتصاد (LSE).

## التاريخ

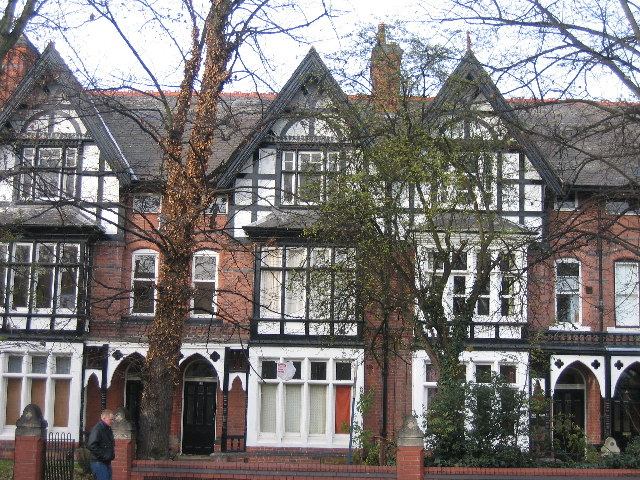
المنازل ذي التصميم الفيكتوري في طريق نابرو

طريق نابرو (2.4 كم) هو طريق طويل في جنوب غرب ليستر.[بحاجة لمصدر] يمتد من زقاق براونستون في الجنوب إلى طريق هينكلي في الشمال. حيث يقع في حي ويستكوتس في ليستر الذي يبلغ عدد سكانه (في سنة 2011) 11,644 نسمة. ويعتبر أحد الطرق الرئيسية المؤدية من الطريق السريع M1 إلى وسط مدينة ليستر. وفقًا لمؤشر الحرمان المتعدد في سنة 2015، فأن طريق نابرو يقع ضمن مناطق تعتبر بين 10-20٪ الأكثر حرمانًا في إنجلترا.
كان طريق نابرو يعتبر هو الطريق الرئيسي من مدينة ليستر إلى مدينة كوفنتري القريبة. في عام 1485، سلك ريتشارد الثالث جنوب طريق نابرو باتجاه سوق بوسورث للوصول لمعركة بوسورث ضد هنري تيودور؛ حيث كان الشارع مزدحما بالناس الذين يريدون رؤيته وتحيته. بعد أن خسر ريتشارد المعركة، تم وضع جسده العاري على حصان وقيادته رجوعا على نفس الطريق. في منتصف القرن العشرين، كان طريق نابرو أقرب إلى كونه منطقة سكنية. ثم أصبح شارعًا للأزياء، حيث تبيع وحدات البيع بالتجزئة الملابس والأقمشة بشكل أساسي. شجع وجود طلاب جامعة ليستر وطلاب جامعة دي مونتفورت على فتح عدد من المطاعم والحانات للطلاب في الشارع. في 2015 فأن 204 وحدة بناء من اصل 222 (92%) هي وحدات غير سكنية (تحولت إلى وحدات تجارية).

## التنوع
في عام 2015، تم تنفيذ مشروع بحثي بعنوان «الشوارع الأكثر تنوعا»، بتمويل من مجلس البحوث الاقتصادية والاجتماعية (ESRC)، بدعم من قبل كلية لندن للاقتصاد سعى المشروع، بقيادة عالمة الإثنوغرافيا الحضرية سوزان هول، إلى «استكشاف الكيفية التي تتشكل بها اقتصادات بيع التجزئة في المناطق الحضرية وتأثرها وتأثيرها على نشاطات المهاجرين». تم اختيار أربعة شوارع لدراستها من قبل المشروع: طريق روكيري في برمنغهام، طريق ستابلتون في بريستول، شيثام هيل في مانشستر، وطريق نابرو في ليستر. تم اختيار هذه الشوارع الأربعة لتنوعها العرقي ولوضعها الاقتصادي المتدني. بعد مسح عينة من أصحاب المحلات التجارية من كل شارع من الشوارع الأربعة، خلص المشروع إلى أن 108 من مالكي المحلات الذين شملهم الاستطلاع في طريق نابرو جاءوا من إجمالي 22 دولة منتشرات في أربع قارات. وهكذا تم تسمية الشارع الأكثر تنوعًا في المملكة المتحدة.
لاحظ أصحاب المتاجر الذين جرت عليهم الدراسة أن التكوين العرقي للشارع قد تغير بسرعة. حيث قال تاجيندر ريحال، وهو مالك مولود في كينيا يدير متجر للإكسسوارات: «لقد رأيت تغير الشارع في السنوات الـ 16 الماضية.   . . . إنه أكثر حيوية.» ووافقه مصفف الشعر ديباك مارو، وهو من أصل كيني أيضًا، وشعر أنه «في السنوات العشر الماضية أصبح الطريق حي ونابض بالحياة». لاحظ الباحثون أنه على الرغم من المستويات العالية للحرمان الاقتصادي، فإن المستويات العالية من التنوع في الشارع مكنت أصحاب الأعمال من تبادل المهارات مع بعضهم البعض. على سبيل المثال، ساعد زوجان كنديان يديران مكتبة كتب الآخرين في ملء النماذج في مقابل وجبة مجانية أو قصة شعر مجانية. وفي حديثه عن مجتمع الشارع، أشار لويد رايت، صاحب متجر موسيقى نصف إنجليزي ونصف بولندي: «ليس هناك توتر. إنه جو مريح للغاية.»
نتيجة لاستنتاجات الدراسة، في يوليو 2016، دعت القناة التلفزيونية الرابعة بعض أصحاب المتاجر في طريق نابرو لتقديم تعليقات صوتية للإعلانات عن برامجهم. تمت دعوة ما مجموعه 21 من السكان وأصحاب المتاجر لتقديم إعلانات، والتي استغرق تسجيلها أربعة أيام. تم بث هذه الإعلانات على القناة 4 خلال الأسبوع الذي يبدأ في 23 يوليو.